# Martín de Zalba
Martín de Zalba  (Pamplona, c. de 1337 – Salon-de-Provence, 27 de outubro de 1403) foi um canonista e pseudocardeal navarro da Igreja Católica, que foi bispo de Pamplona.

## Biografia
Nascido em Pamplona em uma próspera família burguesa, dedicou-se à vida eclesiástica, completando estudos canônicos na Escola Catedral de Pamplona e estudos gerais em Toulouse, Bolonha e Avignon, onde obteve o grau de Doutor em Decretos (direito; 1365).
Ele deve ter entrado em contato com a cúria papal em tenra idade, durante sua formação europeia, já que a partir do ano de 1363, e através da mediação direta de Clemente VI, Urbano V e Gregório XI, foi-lhe confiado vários canônicos e cânones em Navarra (Villamayor), Aragão (Ausona, Jaca) e Castela (Burgos e Sevilha). Em 1373 foi nomeado decano de Tudela (a mais importante dignidade eclesiástica em Navarra depois da de bispo de Pamplona) devido à morte de Juan Cruzat; e dois anos depois recebeu a paróquia de San Martín de Unx, apesar de residir com o Papa e ter apenas o grau de diaconato.
Sua ciência, a experiência de ensino que adquiriu na França e na Itália e seu conhecimento de várias línguas, facilitaram sua aproximação com a Corte de Carlos II, que o colocou em 1376 à frente da Chancelaria Real, uma função honorária, mas com uma clara vocação diplomática.
Eleito bispo de Pamplona em 16 de dezembro de 1377, recebeu a ordenação episcopal em janeiro ou fevereiro de 1378, em Roma. Ele foi encaminhado a Lucca para negociar a paz com Florença e retornou a Roma após a eleição do Papa Urbano VI em 9 de abril de 1378. Os assuntos da cúria o mantiveram afastado de sua sé, embora tenha confiado o governo da diocese a dois vigários gerais: Ferrando Ibáñez de Huarte e García Martínez de Larraga, formados em direito. Quando ocorreu o grande Cisma da Igreja Católica (1378-1417), Martín optou pelo Papa Clemente VII, passando a fazer parte do círculo de conselheiros de Avinhão, cidade na qual se estabeleceu definitivamente a partir da década de 1390.
Quando entrou em Navarra no outono de 1379, em vez de prestar atenção aos assuntos internos da sé, tornou-se um representante da causa Clementina, tentando ganhar o apoio de Carlos II e do rei de Castela, João I. Seu trabalho diplomático para o primeiro incluiu, entre outras coisas, a recepção do infante Carlos, que estava voltando de sua prisão francesa, e uma viagem a Foix e Castela. Em 1384 partiu novamente para a França, retornando três anos depois e permanecendo em Pamplona até 1393; de lá até sua morte, não retornou à Espanha. Contudo, buscou o aval jurídico de sua diocese sobre as igrejas de Montearagón, a isenção do metropolita (bula de 1385), e já pessoalmente durante suas próximas estadas (1387-1388) convocou um sínodo, reivindicou seus direitos sobre as igrejas de Gipuzkoa de patrocínio laico, trabalhou em benefício de um grande grupo de eclesiásticos e ergueu, com prévia autorização, o tribunal da Inquisição.
Após a morte de Carlos II, ele manteve o mesmo tipo de vínculo com seu filho e sucessor, Carlos III. Em 8 de abril de 1388, ele levou uma comitiva do rei a Paris, cujo objetivo era a devolução dos bens navarros confiscados de seu pai. Dois anos depois, conseguiu que o monarca de Pamplona reconhecesse Clemente VII como papa legítimo, quando faltava apenas uma semana para a cerimônia de unção e coroação do soberano.
Foi criado cardeal por Clemente VII no Consistório de 21 de julho de 1390, em Avinhão, recebendo o título de cardeal-presbítero de São Lourenço em Lucina. Nessa ocasião, renunciou a Sé de Pamplona, mas permaneceu como seu administrador apostólico.
No início de 1393 retornou à França, onde Clemente VII morreu meses depois, em 16 de setembro de 1394. Nomeado legado do novo Papa Bento XIII de Avinhão em Paris ante o rei Carlos VI de França em 1398, contudo, o rei não o recebeu. Ele permaneceu leal ao antipapa em agosto e setembro de 1398 e, durante o cerco de Avinhão, sua casa foi saqueada e ele foi detido por traição, preso em uma cela lúgubre em Boulbon em 24 de outubro de 1398 por ordem de Geoffroy Bonecicaut e seis meses depois, em março ou abril de 1399, foi liberto após pagar um pesado resgate, mas foi expulso de Avinhão em 1401.
Ele recebeu a custódia do livro de memórias de vinte e um cardeais sobre os assuntos da França sob Bento XIII e ainda organizou a fuga do papa na noite de 11 para 12 de março de 1403.
Morreu em 27 de outubro de 1403, em Salon-de-Provence, perto de Narbonne. Foi enterrado no Mosteiro Cartuxo de Sainte-Marie de Bon Pas. Sua figura, de grande relevância, passa a ser a do mais destacado canonista de Navarra até Martín de Azpilcueta (século XVI), embora poucos vestígios de sua produção científica tenham sido preservados. No entanto, todos os seus escritos em relação ao Cisma sobreviveram até hoje: opiniões, memoriais, alegações e instruções, muitos deles de natureza polêmica.

### Conclaves
- Conclave de 1394 - participou da eleição do Papa Bento XIII de Avinhão